# Timothy Detudamo
Timothy Detudamo (né à Uaboe  et mort en avril 1953) est un homme politique et linguiste nauruan. Il exerce un rôle majeur dans son pays pendant l'ère coloniale.

## Biographie
Avant de se lancer en politique, Timothy Detudamo est pasteur, et en 1917 il part aux États-Unis pour aider l'Américain Philip Delaporte à traduire des textes chrétiens en nauruan. Il a auparavant aidé Philip Delaporte à créer un dictionnaire nauruan.
À son retour à Nauru en 1921, Detudamo s'intéresse à la politique, et en 1928, il est élu chef suprême (Head Chief) du pays. Il conserve ce titre jusqu'en 1942. Il devient ensuite gouverneur, alors que les Japonais ont envahi l'île  et ce jusqu'en 1943.
Pendant cette période, il tente de réformer et de simplifier l'orthographe de la langue nauruane (qui utilise l'alphabet latin) mais sans succès. Detudamo est néanmoins considéré comme l'un des plus grands linguistes de son pays. Il parlait couramment cinq langues : le nauruan, l'allemand, l'anglais, le marshallais et le gilbertin.
En juin 1943, Detudamo est déporté aux îles Truk par les forces d'occupation japonaises avec un groupe de 600 Nauruans dont il devient le leader. En 1946, il devient à nouveau chef suprême de Nauru. En 1951, son titre est aboli à la suite d'une réforme des institutions mais il demeure à la tête du gouvernement jusqu'à sa mort en avril 1953.